# Glloboçica, Kaçanik
Glloboçica (albanska: Glloboçica, serbiska: Globočica) är en by i Kosovo. Den ligger i kommunen Kaçanik. Enligt den senaste folkräkningen år 2011 fanns det 1 287 invånare.

## Demografi
| Demografi | 2011 |
| --------- | ---- |
| albaner   | 1283 |
| bosnier   | 2    |
| bosnier   | 2    |